# Sarvisoaivi
Sarvisoaivi är en ås i Finland. Den ligger i Enontekis kommun i landskapet Lappland, i den norra delen av landet, 900 km norr om huvudstaden Helsingfors.